# Tomomi Aoki
Tomomi Aoki –en japonés, 青木智美, Aoki Tomomi– (25 de octubre de 1994) es una deportista japonesa que compite en natación.
Ganó dos medallas en el Campeonato Pan-Pacífico de Natación de 2018, plata en 4 × 100 m estilos mixto y bronce en 4 × 100 m estilos. Participó en los Juegos Olímpicos de Río de Janeiro 2016, ocupando el octavo lugar en la prueba de 4 × 100 m estilos.

## Palmarés internacional
| Campeonato Pan-Pacífico | Campeonato Pan-Pacífico | Campeonato Pan-Pacífico | Campeonato Pan-Pacífico |
| Año                     | Lugar                   | Medalla                 | Prueba                  |
| ----------------------- | ----------------------- | ----------------------- | ----------------------- |
| 2018                    | Tokio (Japón)           | Medalla de plata        | 4 × 100 m estilos mixto |
| 2018                    | Tokio (Japón)           | Medalla de bronce       | 4 × 100 m estilos       |